# Liste der Baudenkmale in Groß Plasten
In der Liste der Baudenkmale in Groß Plasten sind alle denkmalgeschützten Bauten der Gemeinde Groß Plasten (Mecklenburg-Vorpommern) und ihrer Ortsteile aufgelistet. Grundlage ist die Veröffentlichung der Denkmalliste des Landkreises Mecklenburgische Seenplatte (Auszug) vom 20. Januar 2017 bzw. für Beckenkrug und Varchentin die Veröffentlichung der Denkmalliste des Landkreises Müritz mit dem Stand vom April 2010.

## Legende
In den Spalten befinden sich folgende Informationen:
- ID-Nr: Die Nummer wird von den Denkmalämtern der Landkreise vergeben. Wenn sie nicht bekannt ist, bleibt die Spalte leer. In dieser Spalte kann sich zusätzlich das Wort Wikidata befinden, der entsprechende Link führt zu Angaben zu diesem Denkmal bei Wikidata.
- Lage: die Adresse des Denkmales und die geographischen Koordinaten.
Link zu einem Kartenansichtstool, um Koordinaten zu setzen. In der Kartenansicht sind Denkmale ohne Koordinaten mit einem roten bzw. orangen Marker dargestellt und können in der Karte gesetzt werden. Denkmale ohne Bild sind mit einem blauen bzw. roten Marker gekennzeichnet, Denkmale mit Bild mit einem grünen bzw. orangen Marker.
- Bezeichnung: Bezeichnung, so wie sie in den offiziellen Listen der Denkmalämter steht. Ein Link hinter der Bezeichnung führt zum Wikipedia-Artikel über das Denkmal. Wenn die Bezeichnung der Denkmalämter inhaltlich fehlerhaft ist, ist in der Spalte „Beschreibung“ darauf hinzuweisen.
- Beschreibung: Beschreibung des Denkmales
- Bild: ein Bild des Denkmales und gegebenenfalls einen Link zu weiteren Fotos des Denkmals im Medienarchiv Wikimedia Commons

## Baudenkmale nach Ortsteilen

### Groß Plasten
| ID  | Lage                                     | Bezeichnung                           | Beschreibung | Bild                                  |
| --- | ---------------------------------------- | ------------------------------------- | ------------ | ------------------------------------- |
| 198 | Neue Straße (Karte)                      | Kirche                                |              | Kirche                                |
| 188 | Neue Straße 1 (Karte)                    | MTS-Hauptgebäude mit                  |              |                                       |
| 188 | Neue Straße                              | 1. Wagenhalle                         |              |                                       |
| 188 | Neue Straße                              | 2. Wagenhalle                         |              |                                       |
| 189 | Parkallee 10/11 (Karte)                  | Wohnhaus                              |              | Wohnhaus                              |
| 195 | Parkallee 12 (Karte)                     | Heizhaus der ehem. Gärtnerei          |              | Heizhaus der ehem. Gärtnerei          |
| 190 | Parkallee 15/16 (Karte)                  | Wohnhaus                              |              | Wohnhaus                              |
| 191 | Parkallee 25                             | Wirtschaftsgebäude mit                |              | Wirtschaftsgebäude mit                |
| 191 | Parkallee 25 (Karte)                     | Wasserturm                            |              |                                       |
| 192 | Parkallee 30-33 (Karte)                  | Landarbeiterwohnhaus                  |              | Landarbeiterwohnhaus                  |
| 197 | Parkallee 34 (Karte)                     | Wirtschaftsgebäude                    |              | Wirtschaftsgebäude                    |
| 193 | Parkallee 38 (Karte)                     | ehem. Wirtschaftsgebäude (Werkstatt)  |              | ehem. Wirtschaftsgebäude (Werkstatt)  |
| 194 | Parkallee 35/36 (Karte)                  | Gutshaus mit                          |              | Weitere Bilder                        |
| 194 | Parkallee 35/36 (Karte)                  | Allee (nordwestliche Zufahrt)         |              |                                       |
| 194 | Parkallee 35/36 (Karte)                  | Wirtschaftsgebäude                    |              |                                       |
| 194 | Parkallee 12 (Karte)                     | Eiskeller (neben der ehem. Gärtnerei) |              | Eiskeller (neben der ehem. Gärtnerei) |
| 194 | Parkallee 12 und Parkallee 35/36 (Karte) | Landschaftspark mit Brücke            |              |                                       |

### Beckenkrug
|  | Lage           | Offizielle Bezeichnung | Beschreibung | Bild |
|  | -------------- | ---------------------- | ------------ | ---- |
|  | . Beckenkrug 7 | Mühle                  |              |      |

### Deven
| ID  | Lage            | Bezeichnung                   | Beschreibung | Bild           |
| --- | --------------- | ----------------------------- | ------------ | -------------- |
| 122 | Kastanienweg 3  | Gutshaus mit                  |              | Gutshaus mit   |
| 122 | Kastanienweg 3  | Resten des Landschaftsparkes  |              |                |
| 121 | Kastanienweg 6  | Wasserturm                    |              | Wasserturm     |
| 120 | Kastanienweg 17 | Schmiede (Flurstücke 8/1 8/2) |              |                |
| 123 | (Karte)         | Kirche                        |              | Weitere Bilder |

### Klein Plasten
| ID  | Lage                           | Bezeichnung                                               | Beschreibung | Bild                        |
| --- | ------------------------------ | --------------------------------------------------------- | --- | --------------------------- |
| 287 | Am Bahnhof (Karte)             | ehem. Bahnhof mit                                         | | Weitere Bilder              |
| 287 | Am Bahnhof (Karte)             | Toilettenhäuschen                                         | | Toilettenhäuschen           |
| 288 | Am Bahnhof 7 (Karte)           | Wohn- u. Wirtschaftsgebäude                               | | Wohn- u. Wirtschaftsgebäude |
| 290 | Am Thingplatz 15               | Wohn- u. Wirtschaftsgebäude mit westl. Wirtschaftsgebäude | |                             |
| 296 | Friedhof (Karte)               | Kirche                                                    | Barocke, rechteckige, evang. Saalkirche als Fachwerkbau von 1731 mit quadr. Dachturm mit spitzem Helm; barocker Kanzelaltar, Glocke | Weitere Bilder              |
| 293 | Friedhof                       | Grabstätte der Fam. v Blücher mit Portal Pfeilern         | |                             |
| 294 | Friedhof                       | Westportal                                                | |                             |
| 289 | Kreuzung B 192 / B 194 (Karte) | Chausseestein                                             | | Chausseestein               |
| 291 | Schlossallee 22/23             | ehem. Pfarrhaus mit                                       | |                             |
| 291 | Schlossallee 22/23             | Nebengebäude                                              | |                             |
| 292 | Schlossallee                   | Kriegerdenkmal 1914/1918                                  | |                             |
| 295 | Schlossallee 14                | Gutshaus                                                  | Gutsanlage mit Gutshaus, Gewölbe des ehemaligen Pferdestalls und Resten des ehemaligen Landschaftsparkes: 1-gesch., 13-achs. barocker Putzbau vom 18. Jh. mit Sockelgeschoss, Mansarddach, 2-gesch. Zwerchgiebel; 2-gesch. 11-achs. Seitenflügel mit Mittelrisalit, Terrasse und Freitreppe; 8-eck. Seitentürmchen von 1899 mit Glockenhaube. Gutsbesitz der Familie Plasten (bis 1470), Voss, Kamptz (1450 oder 1514–1789), August von Blücher (bis 1852), Boddin auf Prebberede, wieder von Blücher (1898–1930). 1974–2005 Bildungsstätte der Elbewerft und ab 1992 des Genossenschaftsverbandes Norddeutschland. |                             |
| 295 | Schlossallee 14                | ehem. Pferdestall                                         | |                             |
| 295 | Schlossallee 14                | Park                                                      | |                             |

### Varchentin
| ID  | Lage                              | Bezeichnung                                | Beschreibung                                                                                   | Bild           |
| --- | --------------------------------- | ------------------------------------------ | ---------------------------------------------------------------------------------------------- | -------------- |
| 911 | Am Lenné-Park                     | ehem. Gärtnerei                            |                                                                                                |                |
| 913 | Friedhof (Karte)                  | Kirche                                     |                                                                                                | Kirche         |
| 909 | Friedhof                          | Grabkreuz von 1839                         |                                                                                                |                |
| 910 | Friedhof                          | Friedhofsmauer mit Portal                  |                                                                                                |                |
| 912 | Schlossstraße 8 (Karte)           | Gutsanlage mit Gutshaus (Schloss)          | Neogotischer, 2- und 3-gesch., Putzbau von 1847 im Tudorstil nach Plänen von Auguste de Meuron | Weitere Bilder |
| 912 | Schlossstraße                     | Pferdestall                                |                                                                                                |                |
| 912 | Schlossstraße 9                   | Verwalterhaus                              |                                                                                                |                |
| 912 | Zum Großen See                    | Schweinestall                              |                                                                                                |                |
| 912 | Schlossstraße (Karte)             | Speicher                                   |                                                                                                |                |
| 912 | Schlossstraße 10 (Karte)          | zum Wohnhaus umgebautes Wirtschaftsgebäude |                                                                                                |                |
| 912 | Schlossstraße (Karte)             | Resten des Landschaftsparks                |                                                                                                |                |
| 912 | Am kleinen See (Karte)            | Grabkapelle der Gutsbesitzer               |                                                                                                |                |
| 908 | Schlossstraße 12                  | Verwalterhaus mit                          |                                                                                                |                |
| 908 | Schlossstraße 12                  | Fachwerknebengebäude                       |                                                                                                |                |
| 906 | Zum Großen See 26 und 26A (Karte) | ehem. Pfarrhaus mit                        |                                                                                                |                |
| 906 | Zum Großen See 26 und 26A (Karte) | Nebengebäude                               |                                                                                                |                |

## Quelle
- Karte der Baudenkmale im Geoportal des Landkreises